# Дерябін Флегонт Никифорович
Флегонт Никифорович Дерябін (1901, с. Мостовське, нині Верхньопишминський міський округ, Свердловської області — 1978, Дніпропетровськ) — дніпропетровський архітектор. Головний архітектор Дніпропетровська (1938–1941; 1944–1952).

## Життєпис
Народився 1901 року у селі Мостовське, Свердловської області у родині робітничого. Навчався у художній школі Свердловську. У 1929 році закінчив архітектурний факультет Вищого художньо-технічного інституту у Москві.
У 1930 році працював у майстерні академіка В. А. Весніна у Московського бюро Дніпробуду. Згодом працював у проєктно-технічному бюро управління будівництвом Соцміста міста Запоріжжя на посадах автора-архітектора та начальника бюро. Дерябін запроєктував чимало житлових будинків, навчальних закладів, гуртожитків, дитячу бібліотеку у Соцмісті, план військового містечка з лікарнею, школою, їдальнею, клубом.
У 1938—1941 роках Флегмонт Дерябін працював головним архітектором міста Дніпропетровська.
У 1941-1944 роках був керівником проєктної групи Уральського окружного військово-будівельного управління у місті Свердловськ, а потім автором-архітектором Головного управління по відновленню Сталінграду.
У 1944-1952 роках Флегмонт Дерябін відновив роботу на посаді головного архітектора міста Дніпропетровська.
Був співавтором Генерального плану Дніпропетровська у 1938, 1941 та 1956 роках.
Під час другої світової війни були зруйновані майже усі промислові підприємства, 40 % житлового фонду, знищені інститути, школи, історичні пам'ятники, знесені селища на лівому березі, спалені парки, а населення Дніпропетровська скоротилося у декілька разів.
Дерябін організував замовлення на генеральний план міста й відновлення проспекту Карла Маркса. Новий генеральний план Дніпропетровська був розроблений 1947 року київським Діпромісто (група архітектора О. О. Малишенка). Проєкт відновлення тодішнього проспекту Карла Маркса був розроблений дніпропетровськими архітекторами Володимиром Самодригою, Дмитром Щербаковим, В. Є. Горбоносовим, Флегонтом Дерябіним, Л. Р. Вітвицьким, Володимиром Зуєвим та іншими на чолі з Б. І. Білозерським. Проєкти відновлення будівель розроблялися спрощеними за пануючим у ті часи класичним стилем.
Роботу було зосереджено у «Архпланпроекті», який згодом мав назви «Дніпропроект», «Облпроект», «Облміськсільпроект», філія «Укрдержбудпроекту», «Дніпроцивільпроект». Спочатку приміщення, де відбувався робочий процес, розташовувалося у подвір'ї міськвиконкому.
Дерябін був головою Дніпропетровського обласного правління Спілки архітекторів у 1938-1950 роках, а у 1950-1955 роках — заступником голови.
З 1953 року працював доцентом у ДІІТ, а потім на кафедрі архітектури ДІБІ.
У 1947—1955 роках депутат міської ради Дніпропетровська.
Помер 1978 року у Дніпропетровську.

## Будинки за проєктом Флегонта Дерябіна

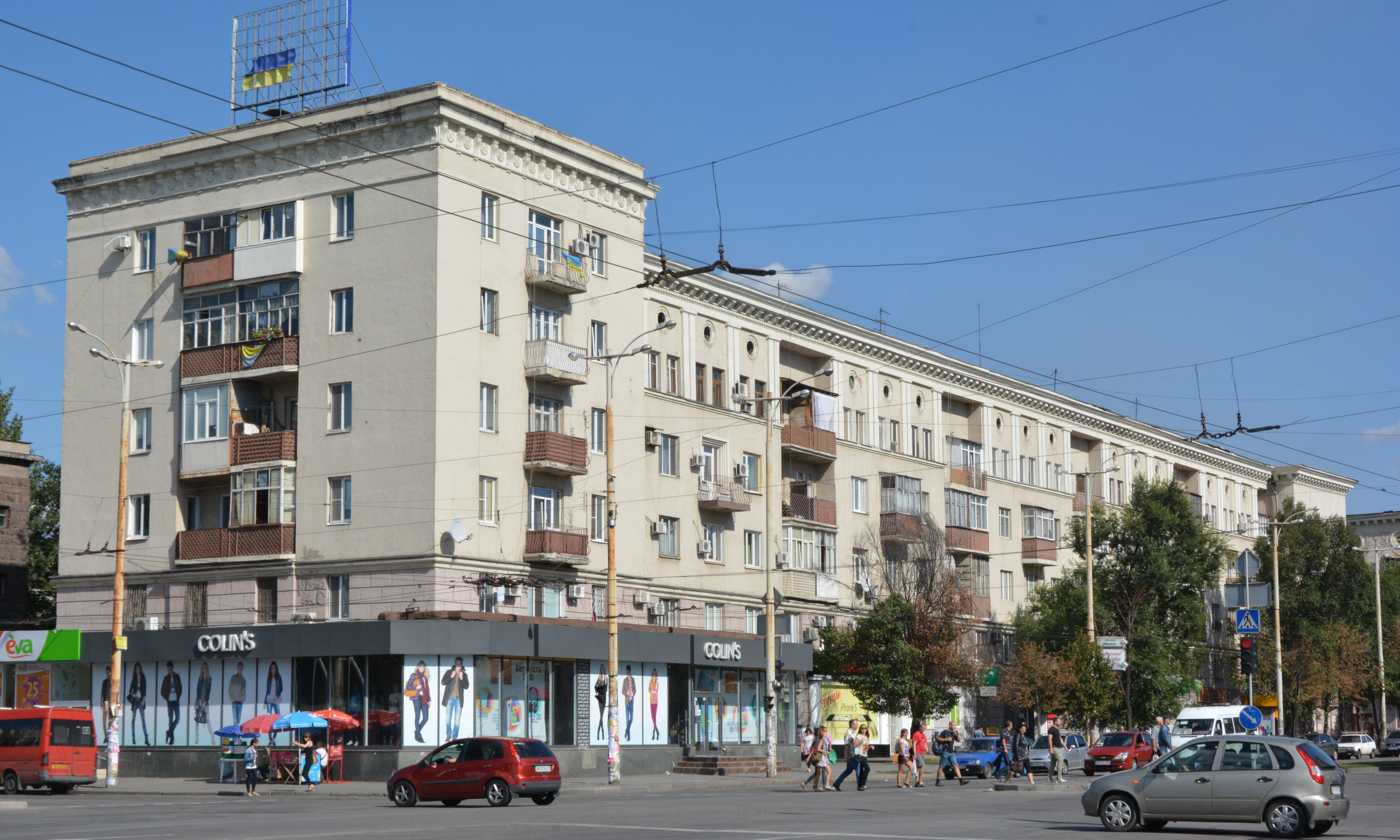
Запоріжжя, просп. Соборний, 218/11 (за співавторства з Георгієм Орловим)